# Moon (film, 2024)
Pour les articles homonymes, voir Moon.
Pour plus de détails, voir Fiche technique et Distribution.
Moon est une comédie dramatique autrichienne réalisée par Kurdwin Ayub et sortie en 2024,.

## Fiche technique
Sauf indication contraire, les informations mentionnées dans cette section peuvent être confirmées par les bases de données cinématographiques IMDb et Allociné,  présentes dans la section « Liens externes ».
- Titre original : Mond
- Réalisation : Kurdwin Ayub
- Scénario : Kurdwin Ayub
- Musique : Anthea Schranz
- Décors : Julie Libiseller
- Costumes : Carola Pizzini
- Photographie : Klemens Hufnagl
- Son : David Almeida-Ribeiro
- Montage : Roland Stöttinger
- Production : Ulrich Seidl
- Société de production : Ulrich Seidl Film Produktion GmbH
- Société de distribution : ASC Distribution
- Pays de production :  Autriche
- Langue originale : allemand, anglais et arabe
- Format : Comédie dramatique
- Durée : 92 minutes
- Dates de sortie :
  - Suisse : 11 août 2024 (Locarno)
  - Autriche : 24 octobre 2024 (Vienne)
  - France : 16 juillet 2025

## Distribution
- Florentina Holzinger : Sarah
- Andria Tayeh : Nour
- Celina Sarhan : Fatima
- Nagham Abu Baker : Shaima
- Omar AlMajali : Abdul